# Repertory Grid
Repertory Grid (eigentlich Role Construct Repertory Grid) deutsch Rollen-Konstrukt-Repertoire-Test, ist ein Verfahren der differentiell psychologischen Diagnostik auf Basis der Theorie der persönlichen Konstrukte nach George A. Kelly.

## Überblick

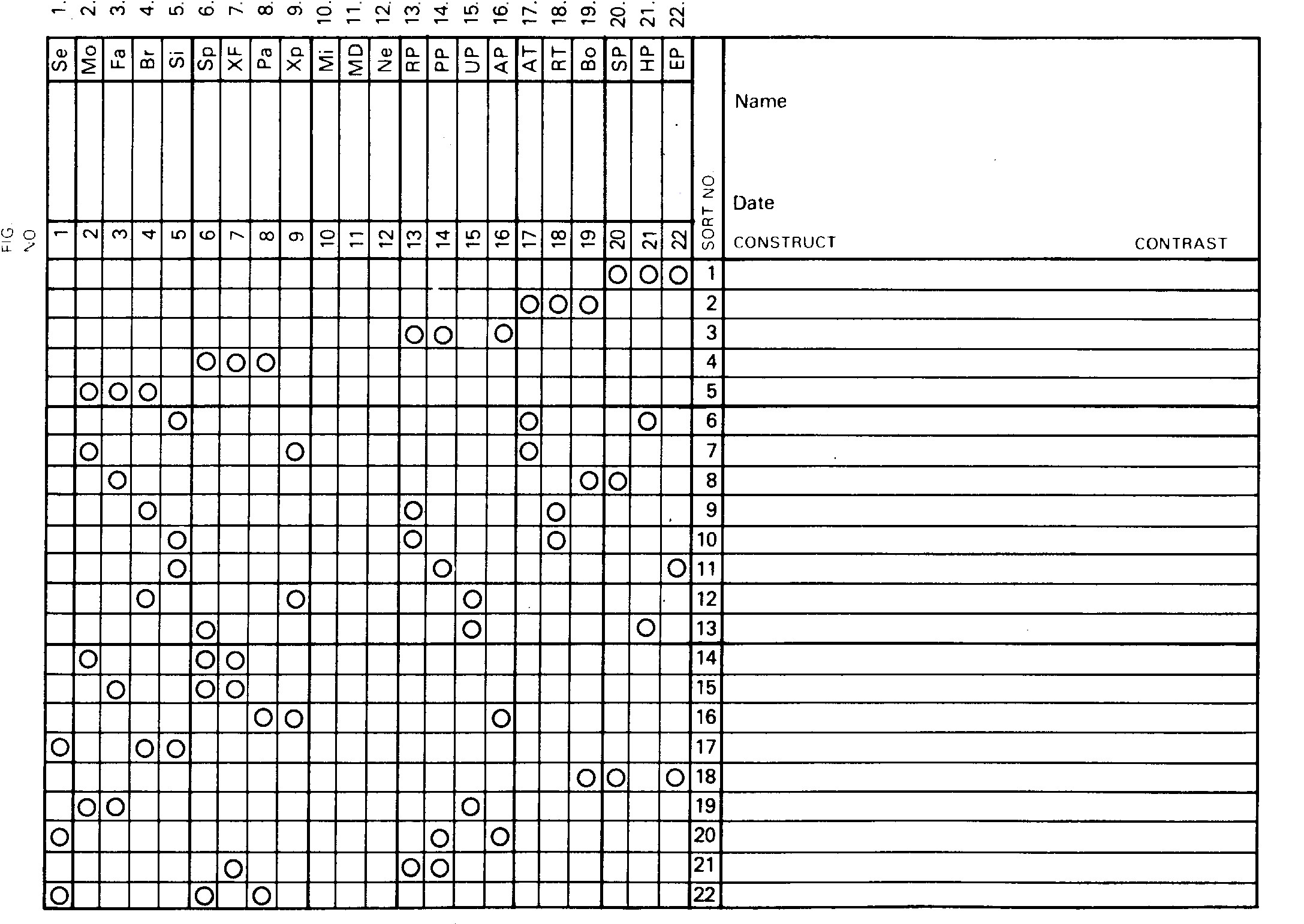
Formblatt des Original Role Construct Repertory Grid nach Kelly. Die konkreten Personen werden handschriftlich in die weißen oberen Spalten geschrieben.

Aufbauend auf der Psychologie der persönlichen Konstrukte, entwickelte George A. Kelly den Role Construct Repertory Grid (in Deutschland auch Kelly Grid oder Konstruktgitter genannt). Als Kurzform wird häufig nur der Begriff Repertory Grid verwandt. Role Construct Repertory Grid-Verfahren arbeiten mit einem Repertoire („Repertory“) bedeutsamer Elemente aus dem Erleben einer Person, wie Rollen (z. B. Kollegen), Gruppen (z. B. Abteilungen), aber auch Situationen (z. B. Rituale), Gegenstände (z. B. Produkte) und Abstrakta (z. B. Marken). Mit Hilfe dichotomer Beschreibungsdimensionen, den so genannten Konstrukten (z. B. gut vs. böse oder innovativ vs. traditionell), werden diesen Elementen vom Befragten individuell Eigenschaften zugeordnet.
Zudem erfolgt eine quantitative Bewertung, zumeist Likert-skaliert, so dass am Ende ein Grid (deutsch: Gitter, Matrix) mit Zahlenwerten entsteht. Sind alle Elemente anhand eines Konstruktpaares beurteilt worden, werden neue Elemente miteinander verglichen, um ein weiteres Konstruktpaar zu bilden. Dieser Vorgang wird wiederholt, bis dem Interviewten keine neuen Unterscheidungsdimensionen mehr einfallen, d. h. sein Repertoire an Konstrukten für die vorgegebenen Elemente erschöpft ist.
Durch den systematischen Vergleich und die im Interviewverlauf entstehende Komplexität ist eine zielgerichtete absichtliche Einflussnahme auf das Ergebnis praktisch nicht möglich. Das RepGrid dient zur Ermittlung und Auswertung subjektiver Bedeutungsassoziationen. Im Sinne Kellys soll damit ein Einblick in das Konstruktsystem des Individuums ermöglicht werden. Der Mensch beschreibt seine Wirklichkeit mit begrifflichen Abstraktionen (Konstrukten), die durch seine individuellen Erfahrungen geformt wurden. Er skaliert sie in einer vorgegebenen Matrix hinsichtlich geeigneter Elemente, die den Untersuchungsrahmen repräsentieren. Der Befragte bildet somit seinen individuellen, semantischen und psychologischen Raum in Form eines mit Zahlen gefüllten Gitters ab. Das Repertory Grid ist somit ein Verfahren, mit dessen Unterstützung qualitative Interviews mit den entsprechenden Vorteilen zur Untersuchung von subjektiven Wahrnehmungen und kognitiven Prozessen geführt werden können, und ermöglicht so ein besseres Verständnis subjektiver Bedeutungen des Befragten: „It is an attempt to stand in others’ shoes, to see their world as they see it, to understand their situation, their concerns.“ Sie bietet auf der anderen Seite auch die Möglichkeit des interindividuellen Vergleichs der Ergebnisse: „In dieser Spanne – und Spannung – von idiographischer Untersuchung des Besonderen und der nomothetischen Benennung des Regelmäßigen steht die Nutzung der Repertory Grid Technik heute.“

## Planung und Durchführung von Repertory Grids
Am Anfang jeder Repertory-Grid-Anwendung steht der Wunsch, etwas zu erfahren, zumeist eine Fragestellung zu einem spezifischen Problem. Es wurde schon erwähnt, dass die Anwendungsmöglichkeiten für ein Grid grundsätzlich in allen Lebensbereichen, in denen „Konstruieren der Wirklichkeit“ stattfindet, gegeben sind.
Die Auswahl der Elemente erfordert höchste Sorgfalt, denn diese bestimmen im Wesentlichen die Güte und Aussagekraft der Ergebnisse. Die Frage, mit der man sich beschäftigen muss, ist, wie der Untersuchungsgegenstand sinnvoll in Elemente überführt werden kann bzw. welche Elemente geeignet sind, den Untersuchungsgegenstand adäquat abzubilden. Die Strategie zur Ermittlung geeigneter Elemente für eine Problemstellung nennt man „Substituting“. Das Substituting soll auf der einen Seite dem Auftraggeber helfen, sein Problem zu erkunden und die adäquateste Verbalisierung dafür zu finden, auf der anderen Seite aber auch für die Anwender, um die Frage oder das Problem des Klienten so weit zu rekonstruieren, wie es notwendig ist, um angemessene Elemente bestimmen zu können. Die Elemente sollten so auf jeden Fall so gewählt werden, dass auf ihrer Grundlage eine möglichst umfassende und dennoch tiefgründige Aufklärung eines bestimmten Sachverhaltes stattfinden kann, oder bei Untersuchungen von Personen und Gruppen die Wirklichkeitsräume hinsichtlich der Fragestellung sinnvoll dargestellt werden können. Elemente können beispielsweise aus vorab durchgeführten, leitfadengestützten Interviews mit einer Auswahl von Beteiligten eruiert werden. Auch können die Beteiligten die für sie geltenden Elemente im Rahmen von Gruppendiskussionen selbstständig erarbeiten.
Grid-Untersuchungen, in denen ein interindividueller Vergleich der Ergebnisse nicht nur inhaltlich interpretativ, sondern ebenso statistisch vergleichend angestrebt wird, sind nur sinnvoll auszuwerten, wenn Elemente und/oder Konstrukte für alle Beteiligten übereinstimmen. Standardisiert wird das Verfahren, wenn sowohl Elemente als auch Konstrukte vorgegeben werden. In diesem Fall ähnelt das Grid einem multiplen semantischen Differenzial oder Polaritätsprofil, allerdings geht so das Spezifische des Personal-Construct-Ansatzes verloren. Die Anzahl der zugrundeliegenden Elemente ergibt sich grundsätzlich aus der Problemstellung aus den zeitlichen und demografischen Gegebenheiten.
Seit den 1950er-Jahren hat sich die Bandbreite der Interviewarten stark ausdifferenziert. Da es sich bei der Erhebung von Konstrukten nicht immer um eine übliche Interviewführung handelt, sondern andere Formen durchaus in der Grid-Technik eingesetzt werden, wie die freie Assoziation oder das Storytelling, wird auch von Evokation (erwecken, hervorrufen) gesprochen. Während beispielsweise die Kollegen aus England verstärkt die qualitative Seite der Interviewführung in Therapie, Kunst und Organisationsberatung vorantreiben, wurde in Deutschland das Tetralemmafeld Ratingformat entwickelt.

### Triaden und Dyaden
Alle Ausdifferenzierungen folgen im Prinzip zwei verschiedenen Arten der Evokation von Konstrukten. Bei der ersten, der sogenannten dyadischen Variante, werden zwei Elemente angeboten und hinsichtlich ihrer Ähnlichkeit oder Unterschiedlichkeit bewertet. Diese Form der Elementepräsentation ist am besten geeignet für eher schmalspurige Befragungskontexte, wie es beispielsweise bei Quick-and-Dirty-Marktforschungskampagnen der Fall sein kann; also wenn die Befragung aufgrund von Befragungsumständen sehr schnell gehen muss (Straßenbefragung, Messe, o. Ä.). Die dyadische Form wählt man besser auch, wenn die Befragtengruppe intellektuell bzw. entwicklungsmäßig als eher niedrig eingestuft werden kann (z. B. kleine Kinder oder klinisch auffällige Menschen, oder Menschen, die aufgrund ihres Alters Wahrnehmungseinschränkungen haben). Darüber hinaus kann es auch konkrete Verfahrensaspekte geben, die eine dyadische Vorgehensweise rechtfertigen. So kann es vom Anwender gewünscht sein, dass ein bestimmtes Element (z. B. Ich Heute) mit allen anderen Elementen im Set verglichen werden soll. Eine triadische Vorgehensweise wäre hier viel zu aufwändig, da die vielen Möglichkeiten der Zusammenstellung wahrscheinlich den Zeitrahmen einer Befragung sprengen würden.
In all diesen Fällen kann eine kompliziertere Verfahrensweise, wie nachfolgend die triadische Methode, eine Überforderung des Vorstellungsvermögens bedeuten.
Bei der zweiten, der triadischen Variante, werden drei Elemente vorgegeben, von denen zwei als ähnlich und gleichzeitig unterschiedlich zum dritten Element eingeschätzt werden sollen. Diese Vorgehensweise entspricht am ehesten den theoretischen Vorannahmen der Constructs Theory of Personal Constructs, die ja die Einschätzung eines Erfahrungsgegenstandes sowohl in seiner Ähnlichkeit als auch seiner Unterschiedlichkeit zu anderen Erfahrungsgegenständen erfordert. Die typische Konstruktfrage hierzu lautet: „In what important way are two of them alike but different from the third?“

### Opposition oder Differenzierung
Für die Instruktion, mit der den Befragten Elemente zur Unterscheidung vorgelegt werden, im Weiteren auch „Konstruktfrage“ genannt, ist deren Präsentation (Triade/Dyade) nur von peripherer Bedeutung. Inhaltlich interessanter und auch relevanter ist die Entscheidung, ob der Gegensatzpol eines Konstruktes über die Beschreibung eines Elementes oder als Gegenbegriff zu einem Konstrukt gebildet werden soll. Wir unterscheiden daher die Differenzierungsmethode von der Oppositionsmethode.
Die „Differenzierungsmethode“ fragt nach dem Unterschied der vorgelegten Elemente. Werden also zwei Elemente als ähnlich eingeschätzt und beschrieben, wird nach einer Beschreibung für das dritte Element gefragt.
Beispiel: Entscheidet sich der Befragte bei der Triade Angela Merkel, Günter Grass und Dieter Bohlen für die Ähnlichkeit von Angela Merkel und Günter Grass, könnte das dazugehörige Konstrukt lauten: „Ernsthaftigkeit“ und die Beschreibung für Dieter Bohlen vielleicht „erreicht viele Menschen“. Diese Form der Fragestellung kann man mit dem Argument kritisieren, dass man möglicherweise ein Konstrukt erhält, dessen Pole zwar Unterschiede evozieren, jedoch die gewonnenen Konstrukte einander nicht ausschließen. Bei der Oppositionsmethode, die erst nach der Ähnlichkeit zweier Elemente und dann nach dem Gegensatz zu der genannten Eigenschaft (Konstrukt) fragt, wird diese Problematik zuverlässiger vermieden. Würde im genannten Beispiel nach dem Gegenteil des Konstruktes „Ernsthaftigkeit“ gefragt werden, könnte die Antwort „Lächerlichkeit“ lauten und damit eher als ein Gegenbegriff zu „Ernsthaftigkeit“ empfunden werden. 
Zusammengefasst kann man sagen, dass die Differenzierungsmethode gut für Settings geeignet ist, in denen die diskrete Beschreibung der Elemente im Vordergrund steht. In Marktforschungskontexten ist sie sehr gut anwendbar, um Marken oder Produkte zu charakterisieren. Auch in der individuellen Therapie oder in Coaching Settings kann die Differenzierungsmethode zu anspruchsvollen Ergebnissen führen, hinsichtlich der Beurteilung der eigenen Person im Unterschied zum Partner oder dem Ideal Ich. Die Oppositionsmethode eignet sich besonders gut, wenn es darum geht, die Erfahrungswelt des Befragten ohne den jeweiligen konkreten Elemente-Bezug abzubilden.

### Rating und Skalierung
Untersuchungstechnisch gesehen, ist die Erstellung eines Grids eine Beurteilungsaufgabe. Beurteilungsobjekte (Elemente) sollen hinsichtlich mehrerer Beurteilungsdimensionen (Konstrukte) eingeschätzt werden. Verschiedene Verfahren sind gebräuchlich, z. B. Nominalskalierung, Rangordnungsverfahren oder mehrstufige Ratingskalierung. Die einfachste Form des Vergleiches erfolgt auf der Basis der Nominalskalierung, die mit den Werten 0 und 1 operiert und üblicherweise mit der Einschätzung Konstrukt „trifft zu“ oder „trifft nicht zu“ formuliert wird. Bei dieser einfachen Form der Skalierung können jedoch „schiefe Verteilungen“ entstehen, die weitere Auswertungen beeinträchtigen. Denkbar sind auch Rangordnungsverfahren der Elemente auf jedes Konstrukt (Bei 15 Elementen = Abstufung 1–15). Auch das Q-Sortierungsverfahren nach Stephenson ist durchaus gebräuchlich. Hier werden die Elemente auf den Konstrukten in Abstufungen derart gruppiert, dass annähernd eine Normalverteilung entsteht. Am häufigsten werden jedoch alle Elemente zu jedem Konstrukt unabhängig voneinander auf einer mehrstufigen Skala eingestuft (rating grid). Die Gegensatzdimension „offen“ versus „verschlossen“ könnte demnach – ähnlich einem semantischen Differenzial – als abgestufte Bewertungsskala (z. B. 1 bis 6 als Bewertung) für jedes Element präsentiert werden. Sie eignet sich überdies auch besser für rechnerische Auswertungen des Grids. Die Zahl der Abstufungen einer Skala hängt auch hier vom Untersuchungsziel ab und muss sich unter Umständen an die Vorgaben von Auswertungsprogrammen halten. In Ergänzung zu den herkömmlichen Skalierungsverfahren haben Menzel, Rosenberger und Buve das sogenannte „Tetralemma-Feld“ entwickelt.

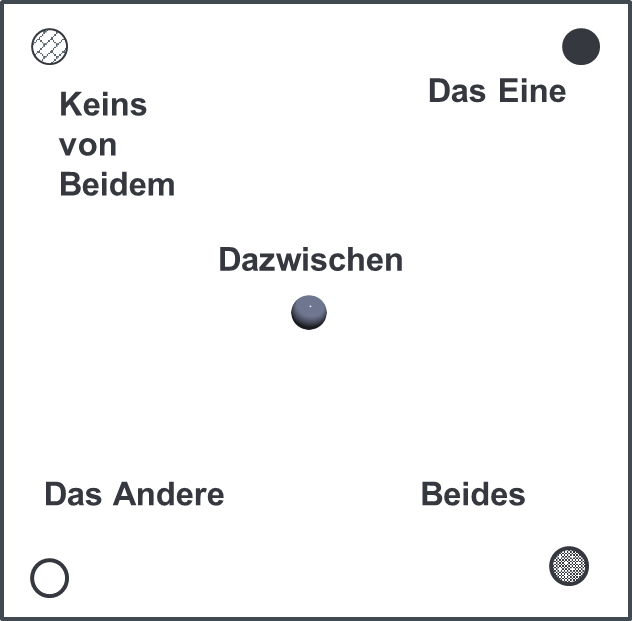
Beurteilungsfeld zur Einordnung von Konstrukten im Rahmen eines Repertory-Grid-Interviews

Das Tetralemmafeld („vier Ecken“ im Sinne von vier Positionen oder Standpunkten) ist eine Struktur aus der traditionellen indischen Logik zur Kategorisierung von Haltungen und Standpunkten, die das Entscheidungsmuster „entweder“ („auf der Suche“) – „oder“ („klare Richtung“) ergänzt, indem sie die zunächst unvereinbar erscheinenden gegensätzlichen Positionen hinterfragt und so um mögliche Entscheidungsoptionen erweitert. Diese vier Alternativen bilden die äußeren Positionen eines Skalenraumes, in dem der Befragte alle Elemente frei positionieren kann. Anzumerken ist, dass Skalen ohne Mittelposition (2, 4, 6 usw.) eine „neutrale“ Bewertung verhindern, der Befragte sich also entscheiden muss.

## Auswertungsalgorithmen
Am Ende der Untersuchung steht in jedem Falle eine ausgefüllte Matrix, die den individuellen Elemente-Beurteilungsraum repräsentiert. Das ausgefüllte Grid kann auf verschiedene Weise sowohl inhaltsanalytisch als auch mit deskriptiv statistischen Verfahren ausgewertet werden. Im Laufe der Entwicklung des Repertory Grids hat sich jedoch nicht nur die Variationsbreite der Interviewform vergrößert, auch die Möglichkeiten der Auswertung haben deutlich an Vielfalt und Komplexität zugenommen. Von alleiniger Interpretation der gebildeten Konstrukte und deren Beziehung zu den Elementen und der Elemente untereinander bis hin zu komplexen, meist rechnergestützten, mathematischen Verfahren gibt es eine breite Palette von Auswertungsansätzen. Bei der Vielzahl der Auswertungsformen sollte berücksichtigt werden, dass die quantitativen Daten der Grid-Matrix phänotypisch mathematische Zahlen sind und die Zusammenhänge von Elementen und Konstrukten zueinander, als auch untereinander zwar berechnet werden können, jedoch geben erst die qualitativen Informationen den quantitativen Werten einen Sinn. „Die Repgrids sind im Übergangsbereich von qualitativer zu quantitativer Methodik angesiedelt, denn persönliche Konstrukte müssen wie andere Äußerungen und Mitteilungen der Apn (‚Auskunftsperson‘, die Verfasser) von den Untersuchern (Us) verstanden und gedeutet werden“.
Ausgangspunkt für die Auswertung von Grids bilden die evozierten Konstrukte. Sie werden nach der inhaltlichen Bedeutung sortiert, so dass ähnliche Konstrukt- oder Kontrastpole beieinander liegen. „Diese gruppierte Liste bildet die Grundlage für ein vertieftes Verständnis der Konstruktwelt“. Riemann formuliert die Herangehensweise so: „Es soll zunächst der Grad der Ähnlichkeit zwischen allen Paaren von Elementen oder Konstrukten bestimmt werden“. Prinzipiell geht es bei der Auswertung eines Grids um die Erfassung von Zusammenhängen und wechselseitigen Beziehungen zwischen Elementen und Konstrukten zueinander als auch untereinander. Für die Berechnung stehen eine Reihe von Koeffizienten, z. B. Jaccard-Koeffizient, Phi-Koeffizient oder Spearmans Rangkorrelationskoeffizient zur Verfügung. Einen „optimalen“ Koeffizienten gibt es aber nach Riemann nicht. „Die Auswahl eines Koeffizienten richtet sich jeweils danach, wie die Ähnlichkeit zweier Konstrukte psychologisch definiert wird und welche Annahmen der Untersucher über das Zustandekommen von Ratings hat“.

### Hierarchische Clusteranalyse (Bertin)
Eine Methode ist die sogenannte Clusteranalyse. Hier werden die eingeschätzten Elemente und Konstrukte auf Grund ihrer Ähnlichkeit in einer Matrix zueinander in Beziehung gesetzt. Eine Clusteranalyse in ihrer einfachsten Form ist die mathematische Sortierung der Zeilen und Spalten nach ihrer Ähnlichkeit hinsichtlich der Bewertungen in den Zellen. Die Interpretation der Clustermatrix erfolgt über den Vergleich der Ähnlichkeit verwendeter Konstrukte und/oder Elemente. Nebenstehende Grafik zeigt beispielhaft eine sortierte Clustermatrix, angelehnt an die Methode des Kartographen Jacques Bertin (1982).

Clusteranalyse von Repertory Grid (sortiert)

Ziel der Clusteranalyse ist es, in einer Menge von Entitäten, also Dingen, wie beispielsweise Elemente oder Konstrukte, hinsichtlich ihrer Ähnlichkeit zu identifizieren. Bei der hierarchischen Clusteranalyse werden diejenigen Konstrukte und Elemente separat gesucht, die im Interview ähnlich bewertet wurden; dabei ist egal, ob sie im o. g. Tetralemma-Feld oder auf der zur Verfügung stehenden Skala beurteilt wurden. Elemente und Konstrukte werden separat zu Gruppen zusammengestellt. Distanzen zwischen den gefundenen Elementen und/oder Konstrukten und den Clustern dienen dann dem iterativen Aufbau der verschiedenen Ähnlichkeitsgruppierungen, bis eine optimale Lösung (Elementeähnlichkeit zu Konstrukteähnlichkeit und den Untergruppierungen über Distanzen) gefunden wurde. In der Literatur werden unterschiedliche Möglichkeiten diskutiert, welche Clusteranalysen bei Repertory Grids sinnvoll sind. Eine gute Einführung bietet Riemann. Eine solide mathematisch aufbereitete Darstellung liefert Silke Wertz in ihrer Diplomarbeit. Auch Christian Fischer, Student von Arne Raeithel, liefert einen schönen Einblick in die Clusteranalyse für Grid-Matrizen.

### Hauptkomponentenanalyse
Eine weitere gebräuchliche Analysemethode ist die Hauptkomponentenanalyse; in Englisch Principal Component Analysis (PCA). Mit diesem Verfahren werden die Zahlen in der Matrix so umgerechnet, dass wir für Elemente und Konstruktpole Koordinaten auf sogenannten Hauptachsen erhalten. Werden Elemente und Konstrukte in einem Bild gleichzeitig dargestellt, kann deren wechselseitige Bezogenheit sowohl geografisch (Distanzen) als auch idiografisch (semantische Richtungen durch die Konstrukte) betrachtet werden. Diese Form der Abbildung nennt man Biplot-Verfahren, weil Konstrukte und Elemente in ihrer wechselseitigen Beziehung innerhalb einer Darstellung abgelesen werden können. Da die Auswertung dieser Biplots gewisse Erfahrungen voraussetzt, werden an dieser Stelle ein paar einführende Bemerkungen gemacht.
Grundlage der PCA bildet eine vorhandene Datenmatrix aus Elementen und Konstrukten. Mittels einer Faktorenanalyse werden die Ladungen der Variablen als Punkte im Faktorenraum repräsentiert. Das Ergebnis der Faktorenanalyse sind wechselseitig unabhängige Faktoren, welche die Zusammenhänge zwischen den in ihnen gebündelten Konstrukten erklären. Die Faktorenanalyse ist ein datenreduzierendes und hypothesengenerierendes Verfahren, geeignet, die Dimensionalität komplexer Strukturen zu überprüfen. Ziel einer Hauptkomponentenanalyse ist es, die Zahl der im Repertory Grid angegebenen Konstrukte auf möglichst wenige unabhängige Komponenten zu reduzieren und gleichzeitig maximale Varianzaufklärung zu erreichen.
Betrachtet man Elemente als Variablen und somit als Vektoren im n-dimensionalen Personenraum, entspricht der Cosinus des Winkels zwischen zwei Vektoren der Korrelation zwischen den Variablen [cos(0°) = 1; cos(90°) = 0; cos(180°) = −1). Bei z-standardisierten Variablen (d. h. Vektorlängen von 1) ergibt sich derselbe Wert durch Projektion eines Vektors auf den anderen.
Hat man nun mehrere Variablen, ergibt sich der erste zu extrahierende Faktor als die Resultante aller Variablenvektoren. Die Faktorladungen (= den Korrelationen der Variablen mit dem Faktor) entsprechen den Cosinussen (Cosini?) der Winkel der Variablenvektoren zum Faktor (bzw. der durch Projektion auf den Faktor resultierenden Strecken). Der nächste Faktor wird rechtwinklig zum ersten in den Personenraum gelegt usw., bis ein Koordinatensystem aus q Faktoren entstanden ist, in dem alle Variablenvektoren im q-dimensionalen Raum dargestellt werden können (s. Abbildung rechts).

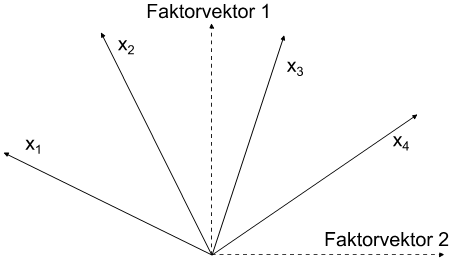
Beispiel für vier Variablen x1 bis x4 mit zwei Faktoren

Es ist also unsinnig, Faktorenanalysen zu rechnen, wenn man weniger Personen als Variablen hat: Die n Personen spannen einen n-dimensionalen Raum auf. Hat man nun mehr Variablen als Personen, korrelieren diese Variablen zwangsläufig miteinander, da in einem n-dimensionalen Raum eben nur n wechselseitig orthogonale Vektoren untergebracht werden können.
Das Ganze kann man sich auch mit Personen im Variablenraum vorstellen. Hierbei wird dann das durch die Variablen aufgespannte Koordinatensystem gedreht, bis die Projektionen der Personenvektoren auf einer der Dimensionen maximal sind, diese Dimension ist dann der erste Faktor (der dann die meiste Varianz erklärt). Dann wird das Ganze – unter Beibehaltung der Lage des ersten Faktors – weitergedreht, bis die nächste Dimension möglichst viel von der verbleibenden Varianz erklärt. So wird fortgefahren, bis alle Varianz erklärt ist. Tatsächlich werden bei der Hauptkomponentenanalyse zunächst so viele Faktoren wie Variablen extrahiert, womit die gesamte Varianz in den Variablen erklärt wird.
„Diese neuen Achsen kann man – wie in der Faktorenanalyse üblich – als grundlegende Dimensionen des ‚kognitiven Ähnlichkeitsraumes‘ verstehen oder aber als mathematische Hilfsmittel, die zunächst keine eigenständige Bedeutung haben, zur Erzeugung eines Bildes des wechselseitigen Zusammenhanges der Urteile.“ Die Hauptkomponentenanalyse eignet sich sowohl für die Berechnung von Einzelgrids als auch zur Multigrid-Analyse. Multigrid-Analysen funktionieren allerdings nur, wenn zumindest die Elemente und/oder die Konstrukte für ein Berechnungsprojekt identisch sind. Im so entstandenen Hauptkomponentenraum (Einzel- oder Multianalyse) lassen sich Elemente und Konstrukte in ihrer Wechselseitigkeit betrachten.

## Gütebemerkungen
Die Repertory-Grid-Methode ist ein methodisches Verfahren auf Basis eines konstruktivistischen Wissenschaftsverständnisses. Es ermöglicht, was nur wenige andere Verfahren zu leisten imstande sind, nämlich die systematische Erfassung eines Repertoires von subjektiven Vorstellungen über bestimmte Sachverhalte und deren interindividuellen Vergleich. Die wesentlichen Vorteile des Verfahrens sind, dass es dem Befragten freie Äußerungsmöglichkeiten bietet, dabei aber gleichzeitig strukturiert vorgeht, so dass eine quantitative Auswertung ermöglicht wird und die „Datenflut“ qualitativer Verfahren vermieden werden kann. Ein weiterer Vorteil ist, dass das Grundverfahren anwendungsspezifisch adaptiert werden kann, z. B. was den Standardisierungsgrad oder die Reichweite der Befragung betrifft. Es sind darüber hinaus noch andere Variationen der Methode möglich, z. B. sprachfreies Konstruieren, vergleichende Grids („Shared Grids“), ABC-Methode und spielerische Grids. Damit ist das Verfahren fast universell einsetzbar, wenn es um die Diagnostik subjektiver Wirklichkeitsvorstellungen von Befragtengruppen geht (z. B. Einzel- und Gruppencoaching, Personaldiagnostik, Marktforschung, Unternehmenskulturanalyse, u. v. m.).
Die Repertory-Grid-Technik ist ein qualitatives und besonders tiefschürfendes Verfahren. Alle Methoden, Tests und Verfahren in der Forschung werden, unabhängig vom jeweiligen theoretischen Kontext, an den traditionellen Gütekriterien Validität, Reliabilität und Objektivität gemessen. Nach Fromm ergeben Prüfungen der Validität von Grid-Interviews jedoch keinen Sinn. „Ob z. B. ein Grid-Interview tatsächlich die relevanten Unterscheidungen erfasst, die eine Person auf einen bestimmten Erfahrungsbereich anwendet, lässt sich im Sinne der Inhaltsvalidierung bestenfalls von der befragten Person selbst beurteilen. Da das Verfahren keine bestimmten Merkmale (wie z. B. ‚Angst‘ oder ‚Intelligenz‘) erfassen soll, ist eine Validierung an einem Außenkriterium nicht sinnvoll, weil gänzlich offen ist, welches Kriterium das sein könnte.“ Slater formuliert in ähnlicher Weise: „The reason is that the theory from which psychometric methods for measuring reliability and significance are derived assumes that samples can be drawn at random from an objectively defined population. The assumption can be satisfied by the nomothetic data in table of test scores, but not by the idiographic data in a grid.“
Hinsichtlich der Forderung nach einer Konstruktvalidierung ist die Frage zu klären, ob das, was erhoben wurde, entsprechend der theoretischen Vorgabe als persönliches Konstrukt akzeptiert werden kann. Diese Frage lässt sich nicht auf die Ergebnisse beziehen, sondern bestenfalls auf das grundsätzliche Vorgehen der Erhebung. Auf der Grundlage von Kelly’s Theorie werden Konstrukte als präverbale Unterscheidungen verstanden, die oft nur mit Schwierigkeiten begrifflich erfasst werden können. Auf der einen Seite kann der oft schnellen Abarbeitung von Unterscheidungsaufgaben misstraut werden, weil so möglicherweise nur erfasst wird, was leicht formulierbar ist. Auf der anderen Seite erhöht dieses Vorgehen, das dem Untersuchten genug Zeit zum Formulieren einräumt, die Wahrscheinlichkeit, dass das Verfahren nicht nur bereits vorhandene Konstrukte erhebt, sondern auch solche, die der Untersuchte erst während der Befragung entwickelt. Nach Fromm wäre auf der Basis der Personal Construct Theory das zweite genannte Vorgehen dem erstgenannten als valider vorzuziehen.
Auf die Frage nach Reliabilität, d. h. der Reproduzierbarkeit der Ergebnisse, kann man aus der Gridperspektive die Gegenfrage stellen, welche Ergebnisse gemeint sind, die Anzahl der Konstrukte, die Formulierungen, Ratings oder die Relationen zwischen Konstrukten, Elementen etc. Es gibt hinsichtlich des Grids viele verschiedene Möglichkeiten der Berechnung von Reliabilitätskoeffizienten. Die Theorie hinter der Methode postuliert, dass persönliche Konstrukte weder stabil sind, noch das sie an unterschiedlichen Zeitpunkten identisch formuliert werden könnten. „Man, in Kelly terms, is ‘a form of motion’ not a statistic objekt that is occasionally kicked into movement.“ „[…] hohe Werte sind nur in bestimmten Fällen zu erwarten, z. B. wenn es um zentrale Konstrukte oder Strukturen des Konstruktsystems geht.“
Zur Frage nach der Objektivität erklärt Fromm, dass sowohl bei der Durchführung als auch der Auswertung Objektivität gewährleistet sei, er schränkt diese Aussage allerdings auf die quantitative Auswertung ein, bei der er mit Hilfe von Computerprogrammen ein Höchstmaß von Objektivität garantiert. Zusammenfassend kann gesagt werden, dass die traditionellen Gütekriterien durchaus an die Repertory-Grid-Methodik angelegt werden können. Wenn, wie vorstehend besprochen, das Grid in geeigneter Weise angewendet wird, sind Objektivität und Reproduzierbarkeit weitgehend gewährleistet und respektable Reliabilitätskoeffizienten nachweisbar.
Der zeitliche Aufwand für die Durchführung ist mit ca. 1 bis 1,5 Stunden pro Person und Grid nicht sehr hoch. Wird spezielle Auswertungssoftware benutzt, stehen die Ergebnisse relativ zeitgleich mit dem Abschluss der Befragung zur Verfügung. Da die Repertory-Grid-Technik den Befragten die Möglichkeit bietet, ihre Konstrukte selbst zu beschreiben und damit einen reflektierenden Blick auf die eigenen Dimensionen zur Beschreibung von Phänomenen des Lebensumfeldes bietet, ist die Akzeptanz in der Regel sehr hoch.

## Literatur

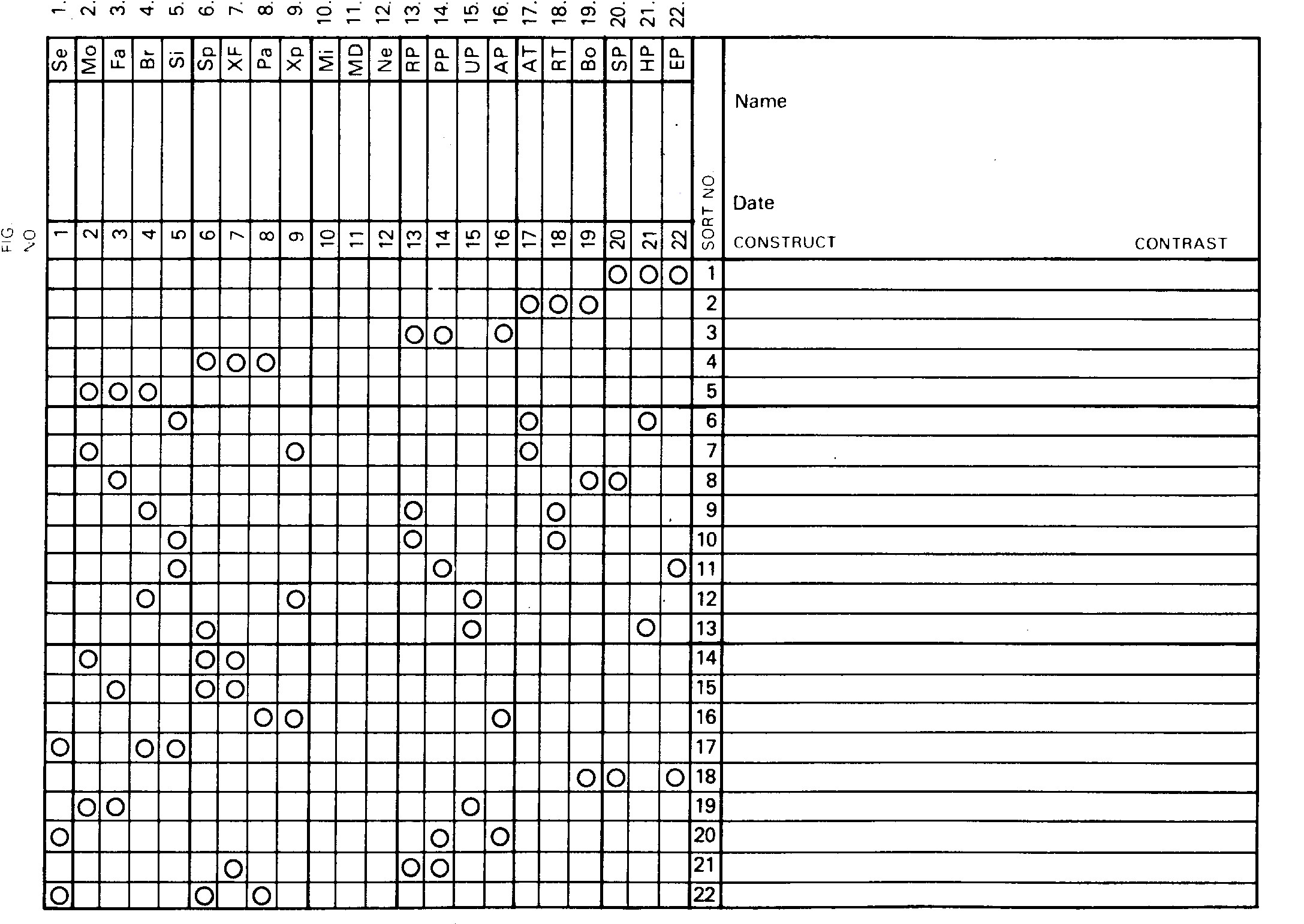
Beschreibung 1
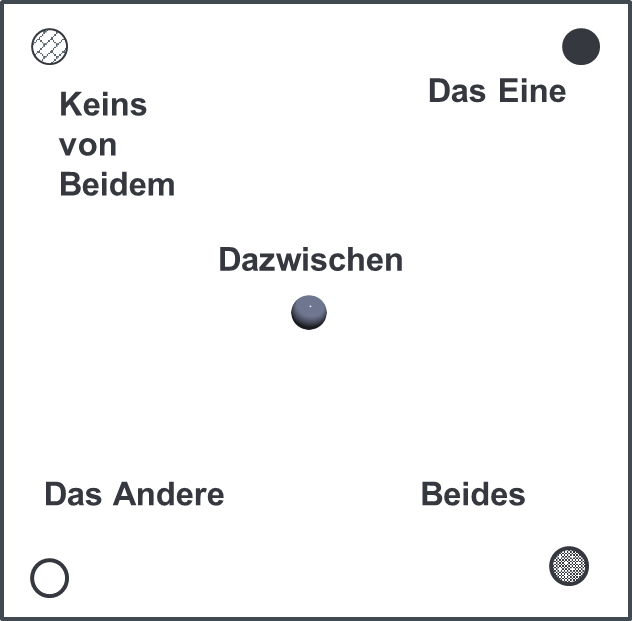
Beschreibung 2
Beschreibung 3
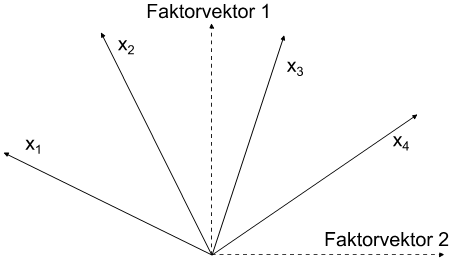
Beschreibung 4